# 전미라
전미라(田美邏, 1978년 2월 6일~)는 대한민국의 전직 테니스 선수이다. 현재 JTBC 골프&스포츠의 테니스 해설위원을 맡고 있다. 본관은 담양 전씨이다.

## 경력
전라북도 군산시에서 3녀 중 장녀로 태어났으며, 군산영광여자고등학교와 한국체육대학교를 졸업다. 1996년 현대해상 테니스단에 입단하였다. 
1994년 윔블던 여자 주니어 단식 결승에서 마르티나 힝기스에게 7-5, 6-4로 패하면서 준우승을 했다. 프로 대회에서는 WTA 투어 대회 복식 타이틀을 1개 획득했으며, 복식 최고 랭킹은 2004년 10월에 기록한 세계 랭킹 120위이다. 
2005년 전국체전을 끝으로 현역 은퇴를 선언한 뒤, 한국의 테니스 잡지 테니스 코리아에서 테니스 전문 기자가 되었다.

## 개인사
2006년 12월 29일 가수 윤종신과 결혼하였으며, 현재 1남 2녀를 두고 있다.

## 주요 성적
- 2004년 한솔 코리아 오픈 복식 우승
- 2003년 세아제강컵 국제 챌린저 대회 단식 준우승
- 2001년 아시아 테니스 선수권 대회 단식 준우승
- 2000년 일본 여자 서킷 단식 우승
- 2000년 태국 야마하 오픈 단식 준우승
- 1997년 하계 유니버시아드 대회 혼합복식 금메달
- 1995년 윔블던 주니어 단식 8강
- 1994년 윔블던 주니어 단식 준우승
- 1993년 코리아 서킷 최연소 단식 우승
- 1993년 대만 여자 테니스 대회 단식 우승

## WTA 투어 우승 (1)

### 복식 우승 (1)
| No. | 일시            | 대회             | 개최지 | 코트 | 파트너 | 결승 상대팀     | 스코어        |
| 1.  | 2004년 10월 3일 | 한솔 코리아 오픈 | 서울   | 하드 | 조윤정 | 좡자룽 셰수웨이 | 6-3, 1-6, 7-5 |

## 방송
- 2014년 : KBS2 《우리동네 예체능》 - 테니스 편
- 2015년 : MBC 《진짜 사나이 - 여군특집3》
- 2016년 : MBC 《마이 리틀 텔레비전》
- 2021년 : SBS《골 때리는 그녀들》

## 같이 보기
- 윤종신